# Unidades de medida da antiga Mesopotâmia
As unidades de medida da antiga Mesopotâmia originaram-se nas cidades-estado da Suméria. As unidades em si cresceram fora da tradição de contagem de símbolos usada no período Neolítico (6 000 a.C.). A contagem de símbolos foi usada para manter contas de riqueza pessoal e tinham funções metrológicas e matemáticas.
Cada cidade, reino e guilda de comércio tinha seus próprios padrões até a formação do Império Acádio quando Sargão da Acádia unificou os padrões. Este sistema foi aperfeiçoado por Narã-Sim, mas caiu em desuso após a dissolução do Império Acádio. O padrão de Narã-Sim foi reintroduzido durante a terceira dinastia de Ur por Nanše[controverso] que reduziu uma infinidade sistemas a alguns poucos, conforme agrupamentos comuns. Sucessores da civilização Suméria, incluindo os babilônios, assírios e persas, continuaram a usar esses sistemas.
A metrologia acadio-suméria foi reconstruída através da aplicação de métodos estatísticos comparando a arquitetura suméria, projetos arquitetônicos e normas oficiais emitidas pelos governantes, como o uso da Estátua de Gudea e o côvado de bronze de Nipur. Nos últimos tempos, arqueólogos encontraram uma relação entre as metrologias suméria e o Sistema Internacional de Unidades.

## Unidades
Nota: os nomes da maioria dessas unidades foram traduzidos do inglês, embora a tradução possa estar errada os dados são precisos.

### Comprimento
O comprimento básico era usado na arquitetura e na divisão dos campos de cultivo.
| grão          | 1/180 | 0,0025m | še       | uţţatu  |
| dedo          | 1/30  | 0,015m  | šu-si    | ubānu   |
| pé            | 2/3   | 0,333m  | šu-du3-a | šīzu    |
| côvado        | 1     | 0,497m  | kuš3     | ammatu  |
| passo         | 2     | 1,00m   | ĝiri3    | šēpu    |
| junco, caniço | 6     | 3,00m   | gi       | qanû    |
| haste         | 12    | 6,00m   | nindan   | nindanu |
| cordão        | 120   | 60,00m  | eše2     | aslu    |

As unidades de distância eram geodésicas em comparação às unidades de comprimento básicas. A geodésia suméria dividia a latitude em sete zonas entre o equador e o pólo.
| vara   | 1/60 | 6,00m   | nidan | nindanu |
| cordon | 1/6  | 60,00m  | eše2  | aslu    |
| cable  | 1    | 360,00m | uš    | uš      |
| legua  | 30   | 10.800m | da-na | bêru    |

### Área
| Área            | Área  | Área              | Área        | Área    | Área     | Área |
| Unidade         | Razão | Dimensões         | Valor ideal | Sumério | Acadiano |      |
| --------------- | ----- | ----------------- | ----------- | ------- | -------- | ---- |
| siclo           | 1/60  | 1kuš3 × 1kuš3     | 1m²         | gin2    | šiqlu    |      |
| jardim          | 1     | 12kuš3 × 12kuš3   | 36m²        | sar     | mūšaru   |      |
| quarto-de-campo | 5     | 60kuš3 × 60kuš3   | 900m²       | uzalak  | ?        |      |
| meio-campo      | 10    | 120kuš3 × 60kuš3  | 1.800m²     | upu     | ubû      |      |
| campo           | 100   | 60ĝiri3 × 60ĝiri3 | 3.600m²     | iku     | ikû      |      |
| tenência        | 1,800 | 3eše2 × 6eše2     | 64.800m²    | bur     | būru     |      |

### Capacidade
| Volume   | Volume | Volume     | Volume      | Volume    | Volume   | Volume |
| Unidade  | Razão  | Capacidade | Valor ideal | Sumério   | Acadiano |        |
| -------- | ------ | ---------- | ----------- | --------- | -------- | ------ |
| siclo    | 1/60   | ?L         | ?m³         | gin2      | šiqlu    |        |
| tigela   | 1      | 1L         | 0,001m³     | sila3     | qû       |        |
| vaso     | 10     | 10L        | 0,01m³      | ban2      | sutū     |        |
| cesto    | 60     | 60L        | 0,06m³      | ba-ri2-ga | parsiktu |        |
| gur-cube | 300    | 300L       | 0,3m³       | gur       | kurru    |        |

### Massa
| grão    | 1/180 | 0,05g   | še    | uţţatu |
| siclo   | 1     | 9g      | gin2  | šiqlu  |
| mina    | 60    | 497,7g  | ma-na | manû   |
| talento | 3600  | 30.000g | gun2  | biltu  |

### Tempo
| gesh    | 1/360 | 240s        | mu-eš | geš   |
| vigília | 1/12  | 7.200s      | da-na | bêru  |
| dia     | 1     | 86.400s     | ud    | immu  |
| mês     | 30    | 2.592.000s  | itud  | arhu  |
| ano     | 360   | 31.104.000s | mu    | šattu |